# Битва під Харраном
Битва під Харраном — битва, яка відбулась 7 травня 1104 року між об'єднаним військом Антіохійського князівства та Едеського графства з одного боку, та силами турків-сельджуків з іншого. Це була перша велика битва мусульман проти новостворених держав хрестоносців, що постали після Першого хрестового походу. Поразка християн мала для них катастрофічні наслідки і дозволила сельджукам відвоювати ряд фортець та значні території Антіохійського князівства.

## Битва
У 1104 році, маючи намір відновити хрестовий похід і просунутися далі на схід, граф Едеси Балдуїн II звернувся за військовою підтримкою до князя Антіохії Боемунда і його племінника, князя Галілеї Танкреда Тарентського. Армії Боемунда і Танкреда висунулися від Антіохії на північ до Едеси, де об'єдналися з хрестоносцями Балдуїна і Жослена де Куртене та попрямували до Харрану.
Тим часом сельджуки під проводом еміра Мосула Джекерміша і правителя Мардіна Сукмана ібн Артука зосередили свої сили біля міста Рас-ель-Айн в районі річки Хабур. У травні 1104 року бажаючи відвернути увагу хрестоносців від Харрана, сельджуки попрямували до Едесси. Сельджуки вдавали відступ у попередніх сутичках, поки хрестоносці продовжували переслідування на південь. Достовірних відомостей про точне місце зіткнення мусульман з хрестоносцями не збереглося. З хроніки арабського історика Ібн аль-Асіра випливає, що битва відбулася у 12 км від Харрана, однак вірменський історик Матвій Едеський повідомляє про місцевість за два дні шляху від міста.
Болдуїн і Жоселін командували лівим крилом едессанців, тоді як Боемунд і Танкред командували правим крилом антіохійців. Ральф Канський писав, що хрестоносці були заскочені зненацька, настільки, що Болдуїн і Боемунд билися без обладунків. Під час битви війська Балдуїна були повністю розбиті, а Балдуїн та Жослен потрапили в полон до тюрків. Антіохійські війська разом з Боемундом змогли втекти до Едесси.
На час, поки Балдуїн перебував у в'язниці Мосула, графством Едеським керував Танкред Тарентський. Згодом за Жослена і Балдуїна було заплачено викуп, проте звільнені вони були тільки в 1108 році.

## Наслідки
Битва під Харраном стала першою серйозною поразкою хрестоносців. Її підсумок розвіяв думку про нездатність мусульман чинити опір і перемагати. Сумним для хрестоносців результатом битви скористалася Візантія, яка знову приєднала до себе Латакію і частину території Кілікії. Багато підлеглих Антіохії міст повстали і були зайняті мусульманами Алеппо, а вірменські території відійшли до Вірменії та Візантії. Відчуваючи небезпеку з боку Візантії, Боемунд доручив управління Антіохії своєму племіннику Танкреду і в листопаді 1104 року відбув у Італію, щоб зібрати там нове військо.
За твердженням літописця Вільгельма Тирського, поразка хрестоносців у битві при Харрані мала катастрофічні наслідки. У 1108 році між імператором Візантії Олексієм Комнін і Боемундом Тарентським була укладена принизлива для хрестоносців Девольська угода, згідно з якою Антіохія ставала васальною територією Візантії і втрачала вихід до моря. Цю угоду, однак, не визнав Танкред Тарентський. У 1119 році Антіохія знову зазнала поразку у битві на Кривавому полі, а графство Едеське так ніколи й не відновило свій вплив і проіснувало до 1144 року тільки завдяки внутрішнім суперечностям в рядах мусульман.